# Nanocatálise
Nos últimos anos, houve um aumento significativo nas pesquisas abordando temas como nanociência e nanotecnologia.  Ao chegar  numa escala de resolução nanométrica, observam-se diferentes propriedades nos materiais que antes, em escala macroscópica, não eram evidenciados.  Essas novas propriedades surgem, em parte, devido aos efeitos quânticos e, podem ser exploradas para o desenvolvimento tecnológico de diversas áreas tais como:
1. Química medicinal – como, por exemplo, no diagnóstico de doenças utilizando nanosensores e, na liberação e controle da concentração de fármacos no organismo;
2. Conversão energética – a busca por fontes alternativas de energia e criação de nanocatalisadores para produção de hidrogênio.
3. Construção e engenharia – tais como materiais nanoestruturados em aviões.

Com essa crescente evolução nos ramos da nanociência, tornou-se viável a síntese de nanopartículas com tamanho, composição e forma definida. O controle dessas variáveis é exercido através da natureza químicas dos percursores, área superficial do suporte, promotores da dispersão, entre outros.
Tal fato desperta a atenção para uma das áreas de interesse que vem sendo intensamente desenvolvida, denominada nanocatálise. Catalisadores nanoestruturados são nanopartículas que possuem dimensão de 1 a 10 nm. Esses, por sua vez, são mais ativos, pois a superfície das partículas está em maior disponibilidade para realizar a catálise. Esse fato provém do crescimento do número de átomos na superfície com o decréscimo do diâmetro da partícula.
Um catalisador, por definição, é uma substância que, sem ser consumida durante uma reação, atua aumentando sua velocidade. Dessa forma, uma reação catalisada se processa por um mecanismo alternativo, com menor energia de ativação para formação de produtos. Assim, uma maior fração de moléculas possui energia suficiente para reagir, aumentando o número de colisões efetivas e, consequentemente, a velocidade da reação.

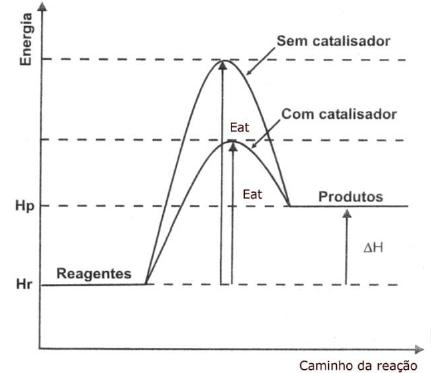
Gráfico de energia.

De uma maneira geral, os catalisadores são classificados como homogêneos ou heterogêneos. Um catalisador homogêneo é aquele que se encontra na mesma fase que os reagentes. Em oposição, um catalisador heterogêneo é aquele que se encontra presente em uma fase diferente daquela ocupada pelos reagentes. Dentre eles, destacam-se os sólidos usados em reações em fase gasosa ou líquida. A catálise heterogênea é intensamente utilizada na indústria química, pois apresenta a vantagem de uma maior facilidade na separação e remoção dos produtos.
Assim, essa é uma realidade que envolve grande parte dos processos industriais, pois estes, frequentemente, fazem uso de transformações que envolvam a presença de um catalisador.

## Preparação de catalisadores nanoestruturados
Em relação ao método de preparação, os catalisadores são classificados como suportados e não-suportados. Um catalisador suportado é aquele que a fase ativa está dispersa num suporte inerte, em geral, sílica ou alumina; ou ainda o suporte pode constituir uma segunda fase ativa. Catalisadores não-suportados ou mássicos são aqueles formados por uma única fase ativa, em geral, óxidos de metais de transição.
Para a preparação convencional de nanocatalisadores, as técnicas mais comumente empregadas são:

### Impregnação
- Na impregnação, o sal do metal é posto em contato com o suporte podendo estar sob forma de pó ou filme. Assim, filtra-se a suspensão e, em seguida, ocorre a secagem e calcinação. Essa técnica, embora seja extensamente utilizada para preparação de catalisadores, apresenta a desvantagem de produzir materiais não uniformes.

### Método Sol-Gel
- O método sol-gel é fundamentado em reações de hidrólise e condensação de percursores através da formação de um sol (partículas coloidais) e, seguido da transformação em gel.  Os percursores são organo-metálicos, tais como alcóxidos e íons hidroxilatos metálicos. Através deste método é possível obter partículas nanoestruturadas com alto grau de pureza.  Na literatura são reportadas diversas sínteses de nanocatalisadores e de cerâmicas com a utilização do método sol-gel.

### Troca Iônica
- Trata-se de um método em que ocorre a troca de prótons ou de grupamentos hidroxilas a partir do suporte com espécies aniônicas ou catiônicas.

### Precipitação
- A precipitação é um método frequentemente usado para produzir nanocatalisadores na forma de óxidos. Nessa técnica, um precursor (sal do metal) na forma de solução aquosa é misturado e precipitado na forma de hidróxido ou carbonato. Em seguida, o precipitado é lavado, seco, calcinado e, posteriormente, ativado.

### Coprecipitação
- Trata-se de uma técnica semelhante a precipitação em que, neste caso, o catalisador é precipitado juntamente com seu suporte.

### Deposição química em fase vapor
- Nessa técnica emprega-se uma corrente de vapor do percursor volátil do metal sobre o suporte, o qual pode ser sílica, alumina, entre outros. Dessa maneira, o percursor na forma de vapor reage com o suporte formando sítios ativos.

## Técnicas de caracterização de nanocatalisadores

### Método de BET
O Método de BET consiste na adsorção física de um gás inerte (N2) na temperatura de condensação deste gás (-196°C para (N2)). Através da isoterma de adsorção, é possível a determinação de informações sobre as propriedades texturais do material como area superficial, volume de poros e distribuição do tamanho de poros. Dentre essas propriedades, uma das mais importantes para materiais catalíticos heterogeneos é a area superficial, uma vez que a reação ocorre sobre esta superficie. A forma mais tradicional de se calcular a area superficiel é utilizando-se da equação de BET (Brunauer-Emmett-Teller), na qual se utiliza os dados obtidos na isoterma de adsorção na faixa 0,05 a 0,35 de pressão relativa (recomendação IUPAC). Plotando-se esses dados e utilizando-se da equação, é possivel calcular o volume adsorvido na monocamada. Sabendo-se o diametro cinético das moleculas adsorvidas na superficie (0,126 nm2/molecula de (N2)) obtemos a area superficial deste material. Com isso, é possível estudar a influencia das propriedades texturais na seletividade e atividade do catalisador bem como modificações nestas propriedades devido a modificações nas sinteses.

### Microscopia de varredura por tunelamento
Através da microscopia por tunelamento, é possível a obtenção da imagem “topográfica” da superfície de uma amostra com resolução atômica. Essa técnica surgiu em 1981 nos laboratórios da IBM e baseia-se nos princípios de mecânica quântica através do fenômeno denominado efeito túnel. Esse efeito prevê que o elétron possui probabilidade finita de ultrapassar uma barreira de potencial. Em sua instrumentação, temos ponta metálica fina que atua como sonda e uma amostra condutora. Com isso, através de propriedades piezoelétricas, a movimentação da ponta é detectada, possibilitando o mapeamento da região.

### Microscopia de força atômica
A microscopia de força atômica se utiliza das forças interatômicas entre a amostra e a sonda. Seu princípio básico baseia-se nas medidas de deflexões por fotodetectores na sonda causada pelas interações. Desse modo, é possível fazer um mapeamento da superfície através de dois tipos de modos de varredura: modo de contato e modo de não-contato.

### Redução a temperatura programada
A redução a temperatura programada é uma técnica de caracterização em que o princípio de funcionamento é fluir uma mistura de gases de 10% H2/N2 sobre amostra, enquanto a temperatura é aumentada. Assim, o consumo de hidrogênio pela amostra é quantificado. A partir dessa técnica é possível se obter informações de interações do catalisador e do suporte.

### Espectroscopia no infravermelho
A espectroscopia de absorção no infravermelho, como qualquer outra forma de espectroscopia, baseia-se na interação da radiação eletromagnética com a amostra. Nesse caso, trata-se especificamente dos modos vibracionais das moléculas. Assim, para que ocorra absorção no infravermelho se faz necessário uma variação no momento dipolo de uma molécula como consequência das vibrações. Desse modo, é possível obter informações estruturais dos nanocatalisadores.

### Difração de Raio – X
Raios-x são ondas eletromagnéticas que possuem comprimento de onda muito pequeno. Assim, difração de raio – x consiste em uma técnica capaz de analisar estruturalmente um sólido a nível atômico através da medida dos ângulos dos raios difratados.

### Espectroscopia de fotoelétrons (XPS)
A espectroscopia de fotoelétrons é uma técnica que permite a análise química superficial de maneira quantitativa. Em sua instrumentação, a amostra é irradiada com raios-x, assim parte dos elétrons da amostra ganham energia suficiente para serem removidos em direção ao ambiente externo. Através de um analisador de elétrons, os elétrons ejetados com determinada energia são contabilizados. Cada elemento químico possui um espectro XPS único, podendo conferir ao espectro um caráter de impressão digital e facilitando a identificação de um elemento na superfície da amostra.

## Aplicações envolvendo processos nanocatalíticos

### Utilização de zeólitas em catálise
Zeólitas são compostos de alunimosilicatos cristalinos hidratados de estrutura aberta, formada por tetraedros de SiO4 e AlO4 ligados pelos átomos de oxigênio.  Esses compostos são usados frequentemente como peneiras moleculares, devido à capacidade de reter seletivamente moléculas através de um processo de exclusão por tamanho.
Com o crescimento da aplicação de zeólitas no craqueamento de petróleo, esses materiais se tornaram importantes catalisadores da indústria petrolífera e, mais recentemente na indústria química, de maneira geral. Esses sólidos porosos têm se mostrado bastante eficientes em catálise por apresentarem características tais como: elevada superfície de contato em conjunto com a alta capacidade de adsorção; alta estabilidade térmica; acidez interna que catalisa grande parte de reações orgânicas; canais e cavidades compatíveis com boa parte de moléculas e que possibilitam obter seletividade; aproximação entre reagentes sob ação de forças eletrostáticas que resultam no abaixamento da energia de ativação.
Dentre os processos descritos na literatura do uso de zeólitas como catalisadores estão:
- O craqueamento na indústria petrolífera, onde o petróleo é misturado com o catalisador em pó em um leito catalítico ocorrendo, assim, a quebra de moléculas maiores de hidrocarbonetos;
- Conversão de metanol em gasolina na presença do catalisador ZSM-5;
- O processo de oxidação seletiva em alcanos, o qual vem sendo aprimorado com a utilização de zeólitas contendo complexos metálicos;
- O processo de epoxidação de alcenos utilizando peróxido de hidrogênio catalisado com titanossilicalita-1 (TS-1).  Segue a reação:

### Utilização de óxido de nióbio suportado em alumina como catalisador para processos de hidrorrefino
O hidrorrefino é um conjunto de processos nos quais as frações de petróleo são tratadas com hidrogênio na presença de um catalisador específico.
Existem diversos objetivos inseridos nesse conjunto de processos. Um dos principais objetivos é a remoção dos seguintes tipos de compostos das frações do petróleo: sulfurados, nitrogenados, aromáticos, olefinas, oxigenados. Esse processo é denominado hidrotratamento.
De maneira geral, nos processos de hidrorrefino são utilizados catalisadores a base de sulfeto de molibdênio ou tungustênio suportados em γ-alumina. Com isso, verificou-se na literatura que a adição de nióbio aos catalisadores promovia uma melhoria em suas atividades catalíticas. Assim, com as vantagens da γ-alumina como suporte e a melhoria das atividades catalíticas na presença de nióbio, houve a fusão das idéias. Nesse caso, ia proposta foi a deposição de nióbio sobre a superfície de γ-alumina. O método utilizado foi a deposição química em fase vapor (CVD) tendo como percursor NbCl5. Os materiais foram caracterizados pelas seguintes técnicas: difração de raio-x, espectrometria de fotoelétrons, método de B.E.T e termogravimetria.

### Nanotubos de carbono em catálise
Os nanotubos de carbono são divididos em dois tipos: os de paredes simples e os de paredes múltiplas. Seu diâmetro interno varia de 0,4 a 2,5 nm. Esses materiais exibem um grande potencial para catálise tanto como suporte ou como própria fase ativa devido a sua propriedade eletrônica, resistência térmica, alta capacidade de adsorção (considerando a superfície interior e exterior). Na literatura são reportadas diversas reações catalíticas envolvendo o uso de nanotubos, entre elas estão: hidrogenação de alcenos, oxidação do metanol, decomposição do metano.

### Dendrímeros em catálise
Dendrímeros são moléculas altamente ramificadas produzidas a partir de reações seqüenciais, em que cada reação conduz a um material de geração superior. Essas moléculas são sintetizadas através de dois métodos: convergente e divergente.  O método convergente juntam-se as ramificações até chegar ao núcleo. Já o método divergente, o ponto de partida é o núcleo do dendrímero, onde se acrescentam as ramificações.
Esses materiais possuem características com potencial significativo para catálise. Dentre essas características destacam-se o grande número de grupamentos funcionais na superfície e de ramificações; capacidade de reutilização dos catalisadores; possibilidade sintética de dendrímeros solúveis com controle de sítios ativos; remoção do meio reacional através de técnicas simples de filtração usando membranas específicas; capacidade de ligação de metais à sua superfície.

### Síntese de metanol
O metanol é um álcool extensamente utilizado como intermediário para obtenção de diversas outras substâncias. Industrialmente, a produção de metanol é conhecida desde 1920. Trata-se de uma reação catalisada por nanopartículas de ZnO/Cr2O3. A reação de produção de metanol é descrita da seguinte forma:
CO2 + 2 H2 ↔ CH3OH

## Conclusão
As pesquisas que possuem nanocatálise como foco são, de fato, de extrema importância para o desenvolvimento tecnológico em especial, se tratando da busca de novas fontes energéticas e na química medicinal. Portanto, trata-se de uma área muito abrangente e promissora para o futuro da indústria nos próximos anos.